# Savoy Truffle
«Savoy Truffle» es una canción escrita por George Harrison e interpretada por The Beatles . Está contenida en su álbum The Beatles (más conocido como The White Album) de 1968.

## Concepto del tema
Harrison la escribió como un tributo a la adicción a los chocolates de su amigo Eric Clapton, y derivó el título y muchas de las líneas del tema de una caja de bombones de una marca llamada Mackintosh Good News Savoy Truffle era el nombre de uno de los chocolates, así como Cream Tangerine, Montelimart y Coffee Dessert. 
Se supone que todos los nombres indicados son auténticos, excepto la crema de cereza ("cherry cream") y el dulce de coco ("cocunut fudge"), lo que le dio un carácter muy humorístico e informal.
El coro "But you'll have to have them all pulled out after the Savoy Truffle" ("Pero tendrán que sacártelos todos después del Savoy Truffle") es una referencia al deterioro de un diente después de comer muchos dulces. La línea "We all know Obla-di-bla-da" ("Todos conocemos Obla-di-bla-da") refiere a la canción de McCartney "Ob-La-Di, Ob-La-Da" la cual aparece antes en el mismo álbum.
The Beatles grabaron la primera toma el 3 de octubre de 1968 y la mezcla final estuvo finalizada el 14 de octubre. Se utilizaron seis saxofonistas (dos barítonos y cuatro tenores) que se disgustaron cuando Harrison decidió distorsionar su sonido. 
Uno de los saxofonistas fue un músico británico de jazz, Harry Klein.
La canción está en la pista tres de la cara B del segundo disco Disco de vinilo, mientras que en el formato de CD, se encuentra en la décima pista del disco dos.

## Personal[3]
- George Harrison: Voz, guitarra acústica (Gibson J-200), guitarra eléctrica (Gibson Les Paul "Lucy").
- Ringo Starr: Batería (Ludwig Super Classic).
- Paul McCartney: Bajo (Rickenbacker 4001s) y coros.
- Chris Thomas: Piano eléctrico (Höhner Pianet C), órgano (Hammond RT-3).
- Ronald Ross - saxo barítono.
- Bernard George - saxo barítono.
- Art Ellefson - saxo tenor.
- Danny Moss - saxo tenor.
- Harry Klein - saxo tenor.
- Derek Collins - saxo tenor.

## Otras versiones
They Might Be Giants interpretó "Savoy Truffle" en la compilación de 2003, Songs From the Material World: A Tribute to George Harrison.. 
Phish grabó la pieza como parte de su disco White Album durante la celebración de Halloween 1994, lanzado como Live Phish Volume 13.
Ella Fitzgerald la interpretó en su sencillo de 1969 "I'll Never Fall In Love Again / Savoy Truffle".